# 多比良港
多比良港（たいらこう）は、長崎県雲仙市国見町土黒甲にある地方港湾。港湾管理者は長崎県。

## 歴史
島原半島の北部に位置する港湾である。
江戸時代に現在地よりも南側に開港し、船着き場が整備された。島原藩主の松平氏が参勤交代で対岸に渡る際に利用されることが多く、別名「殿様舟屋」と呼ばれていた。1887年（明治20年）頃に福岡県大牟田港、佐賀県住ノ江港、熊本県八代港に定期航路が開設した。
昭和20年代には、「長崎・熊本両県の経済、文化の向上」を目的としてフェリー就航を求める機運が地元で高まり、陳情が行われた結果、1958年（昭和33年）に熊本県の長洲港とを結ぶ有明フェリー（有明海自動車航送船組合）が開設され、現在地に新しい多比良港が整備された。
2015年度の発着数は6,388隻（4,989,236総トン）、利用客数は914,953人（乗込人員486,858人、上陸人員428,095人）である。

## 施設
- 多比良港ターミナル（フェリー待合所、1994年（平成6年）に新築。）
  - 所在地 - 〒859-1311　長崎県雲仙市国見町土黒甲2-28 （北緯32度52分33秒 東経130度18分33.1秒 / 北緯32.87583度 東経130.309194度）
    - 地元の長崎県立国見高等学校がサッカーの強豪校として知られており、ターミナル内には「サッカーコーナー」があり、オリジナルグッズ等が販売されている。

## 航路
- 有明フェリー
  - 多比良港 - 長洲港（〒869-0123 熊本県玉名郡長洲町長洲2168-25、北緯32度55分40.5秒 東経130度26分36.2秒）

## 漁協
- 有明漁業協同組合多比良支所
- 国見漁業協同組合

## 漁業
- たいらガネ（カニ）

## アクセス
- 最寄りの駅
  - 島原鉄道線
    - 「多比良駅」下車徒歩5分程度
- 最寄りのバス停
  - 島鉄バス
    - 「多比良港」バス停
- 最寄りの交差点
  - 「国見」交差点
- 最寄りの国道・県道
  - 国道251号（島原街道）
  - 国道389号
- 最寄りの高速道路
  - 長崎自動車道
    - 諫早IC

## 周辺
- 国見郵便局
- 雲仙商工会 国見支所
- 雲仙警察署多比良交番